# Anton van Duinkerken
Anton van Duinkerken, nom de plume de Wilhelmus Johannes Maria Antonius Asselbergs, (Bergen op Zoom, 2 janvier 1903 - Nimègue, 27 juillet 1968) est un poète, écrivain, journaliste, historien de la littérature et orateur néerlandais.
Brabantois de cœur et d'un naturel bon vivant, Willem Asselbergs déménage, après des études interrompues de séminariste, à Amsterdam en 1929, où il est rédacteur du journal catholique De Tijd ((fr) : Le Temps). Il y est le chef des jeunes catholiques rassemblés autour de la revue littéraire De Gemeenschap ((fr): La communauté).
À cette époque, Van Duinkerken prend radicalement parti contre le nazisme dans un poème-pamphlet Ballade van den katholiek.
En même temps que plusieurs autres auteurs néerlandais considérés comme dangereux, il est emprisonné en 1942 par les occupants allemands dans le camp d'otages à Saint-Michel-Gestel pendant près de 8 mois.
Après la guerre il reprend son travail littéraire et journalistique. De 1952 jusqu'à sa mort, il est professeur de littérature néerlandaise à l'Université catholique de Nimègue. 
Ses derniers mois ont été d'une grande souffrance, qu'il a endurée d'une force morale exemplaire.
La poésie de Van Duinkerken est d'une forme traditionnelle, parfois en forme de récit, parfois discursive, toujours riche de pensées dans un style classique ou baroque avec un courant de sentiments chaleureux, parfois mélancoliques. Sa prose, souvent essayiste, est caractérisée par un style rhétorique, pas exempte d'une certaine prolixité, et d'une érudition exemplaire.

## Prix
Van Duinkerken est lauréat du plusieurs prix littéraires, dont les plus prestigieux : 
- 1960 - Prix Constantijn Huygens
- 1966 - Prix P.C. Hooft pour son œuvre.